# 어비스 (모바일 게임)
어비스(영어: ABYSS in the darkness)는 대한민국의 모바일 게임 개발사 (주)스테어게임즈가 제작한 모바일 MMORPG 게임이다. 출시일은 2021년 기준으로 Android, iOS, 원스토어 플랫폼으로 출시했다.